# Мазур, Юрий Николаевич

На кафедре филологии стран Юго-Восточной Азии, Кореи и Монголии ИСАА МГУ им. М. В. Ломоносова, которую длительное время возглавлял Ю. Н. Мазур

Юрий Николаевич Мазур (24.11.1924, ст. Бухэду, Китайская Республика — 1.09.1999, Москва) — советский и российский востоковед, специалист по корейской и индонезийской филологии.

## Краткая биография
Участник Великой Отечественной войны (1942—1945).
В 1950 г. окончил Дальневосточный факультет Московского института востоковедения. Ещё до окончания института начал преподавать там же с 1949 г. по 1954 г. В 1953 г. защитил диссертацию на получение учёного звания «кандидат филологических наук» (тема кандидатской диссертации «Падежи и послелоги в корейском языке», научный руководитель Г. Д. Санжеев). Одновременно работал в ВДШ МИД СССР (1951—1952), МГПИИЯ (1954—1956). С 1956 г. его научная и преподавательская деятельность связана с Институтом восточных языков при МГУ (первоначально преподаватель, с 1963 г. доцент). В 1962—1979, 1980—1981 гг. был заведующим кафедрой языков и литератур стран Юго-Восточной Азии (филологии стран Юго-Восточной Азии, Кореи и Монголии), в 1965—1974 деканом специального факультета. Опубликовал более ста научных трудов.

## Основные труды
- Канд. дис.: Падежи и послелоги в корейск. языке. М., 1953. 310 л. (МИВ)
- Автореф.: М., 1953. 17 с.
- Русско-корейск. словарь: Около 30 000 слов. М.: Гос. изд-во иностр. и нац. словарей, 1951, 1056 с. Совм. с Д. М. Усатовым и В. М. Моздыковым; 2-е изд., стереотип. М.: 1952. 1056 с.; 3-е изд., испр. и доп. М.: 1954. 1051 с. Прил.: Кратк. очерк грамматики соврем. кор. языка. С. 946—1056.
- Пер. с корейск.: Сост. // Конституция и основные законодательн. акты Корейской Народно-Демократической Республики. М: Изд-во иностр. лит., 1952. 396 с. Совм. с Xан Дык Поном.
- Пер. с корейск.: Очерки по истории освободительной борьбы корейского народа. М.: Изд-во иностр. лит., 1953. 324 с. Совм. с М. Н. Паком и Н. С. Кимом.
- Практические разговоры на корейском языке. Часть 1 (1956)
- Хрестоматия по корейскому языку (1958).
- Краткий русско-корейский словарь: 27 000 слов. М.: ГИС, 1958. 648 с.; 2-е изд., стереотип. М., 1959. 648 с. Совм. с В. М. Моздыковым и Д. М. Усатовым.
- Учебник корейского языка для 1-го года обучения. МГУ, 1959. 269 с.; 2-е изд., стереотип. 1966. 269 с.; 3-е изд., стереотип., 1968. 269 с.; Ч. 2. 1959. 219 с.
- Корейский язык / АН СССР. Ин-т народов Азии. М.: Наука, 1960. 118 с. (Языки зарубеж. Востока и Африки.)
- Форма слова и словосочетания в современном корейском языке (1960)
- Структура слова в корейск. языке // Корейский язык. Сб. статей. М.: ИВЛ, 1961. С.114-148.
- Заметки по корейской диалектологии // Корейский язык. Сб. статей. М.: ИВЛ, 1961. С.202-238.
- Пер. с корейск.: Корейские пословицы и поговорки // Пословицы и поговорки народов Востока. М., 1961. С. 316—329.
- Склонение в корейском языке. МГУ, 1962. 116 с.
- Краткий корейско-русский словарь: 25 000 слов. М.: ГИС, 1962. 614 с. Совм. с В. М. Моздыковым и Д. М. Усатовым.
- Учебник корейского языка. Для первого года обучения" (1966)
- Основные вопросы морфологического анализа корейского слова // Вестн. МГУ. Сер. Востоковедения. 1976, № 1. С. 61-67. — То же // Изучение современного корейского языка в России. Тэгу (Республика Корея), 2000. С. 41-51. На корейск. яз.
- Учебник индонезийского языка для 1-го года обучения. Ч. 1. МГУ, 1985. 165 с.; Ч. 2. 167 с. Совм. с Л. Н. Демидюк, Н. Б. Попенко.
- Русско-корейский и корейско-русский словарь. Ок. 50 000 слов. М.: Рус. яз.; Пхеньян: Наука и энциклопедия, 1987. 900 с. Совм. с др.
- Русско-корейский словарь. Ок. 40 000 слов. М.: Русск. язык, 1988. 504 с. Совм. с Л. Б. Никольским; Изд. 2-е. Сеул: Пэгый, 1991; Изд. 3-е, доп. и перераб. Сеул: Изд-во Тона, 1998. 880 с.; Изд. 4-е. Сеул: Изд-во Тона, 1998. 880 с.
- Корейское языкознание и преподавание корейского языка в России и СССР // Bilingual Education for Overseas Koreans. Vol. 8. Seoul, 1991. P. 26-41. На корейск. яз.
- Корейский язык // Языки Азии и Африки. Т. V. Алтайск. языки. М.: Наука, 1993. С. 283—343. (Библ. С. 336—343).
- Корейско-русский словарь. Ок. 80 тыс. слов. Пхеньян: Наука и энц.; Москва: Рус. яз., 1994. 891 с. Совм. с Л. Б. Никольским и др.
- Корейско-русский словарь. Ок. 30 000 слов. М.: Русск. язык, 2000. 576 с. Совм. с В. М. Моздыковым и Д. М. Усатовым.
- Русско-корейский разговорник. М.: Русск. язык, 2000. 168 с. Совм. с В. Л. Ли. (издание 2008 г., из-во «Дрофа»).
- Корейский язык // Языки народов Российск. Федерации и соседн. государств / Ин-т языкознания РАН. Т. 2. М.: Наука, 2001. С. 126—146.
- Грамматика корейского языка (Морфология. Словообразование). Теоретич. курс / Изд. подготовлено Л. Р. Концевичем при участии Мун Хесук. М.: Муравей-Гайд, 2001. 330 с. (издание 2004 г., из-во «Восточная книга»).
- Большой русско-корейский словарь: около 120 000 слов и словосочетаний. М.: Живой язык, 2011. 504 с. Совм. с Л. Б. Никольским.

## Мнение
«Иностранные учёные-корееведы, приезжающие в Россию, всегда стремятся посетить кафедру Юрия Николаевича, посоветоваться и побеседовать с ним… Кафедра превратилась в крупный научный центр, и в этом несомненная заслуга всего коллектива и, конечно, его руководителя, обладающего действительно незаурядными организаторскими способностями». — Л.Б. Никольский 

## Награды
- Ордена и медали СССР

## Семья
- Супруга Викторина Ивановна Иванова — научный сотрудник Института Востоковедения.
  - Сын Игорь Юрьевич Мазур.